# Biblioteca de la Universidad de Valladolid
La Biblioteca de la Universidad de Valladolid se entiende como parte esencial y activa del sistema universitario al que da soporte, ofreciendo una amplia variedad de espacios, servicios y recursos bibliográficos y de información que, desarrollados en entornos activos, dinámicos y con una importante presencia de las tecnologías de la información y comunicación, proporcionan los medios adecuados para el desarrollo del aprendizaje, el estudio, la investigación y las nuevas prácticas docentes en el ámbito de la educación superior en nuestra Universidad, así como en la sociedad en la que está inmersa. (Reglamento de la biblioteca de la Universidad de Valladolid. Título Preliminar).

## Estructura

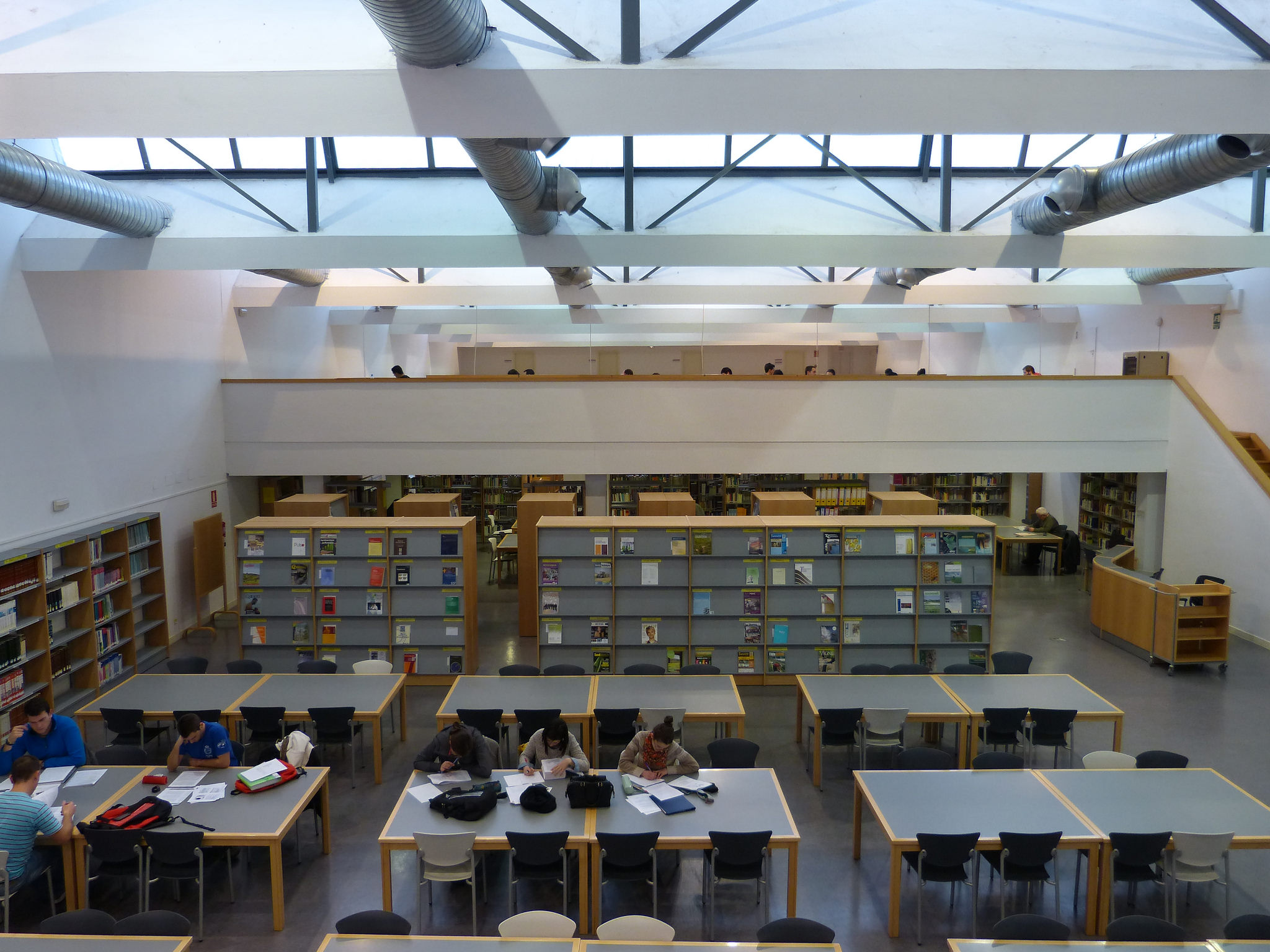
Biblioteca del Campus de la Yutera en Palencia, perteneciente a la Universidad de Valladolid

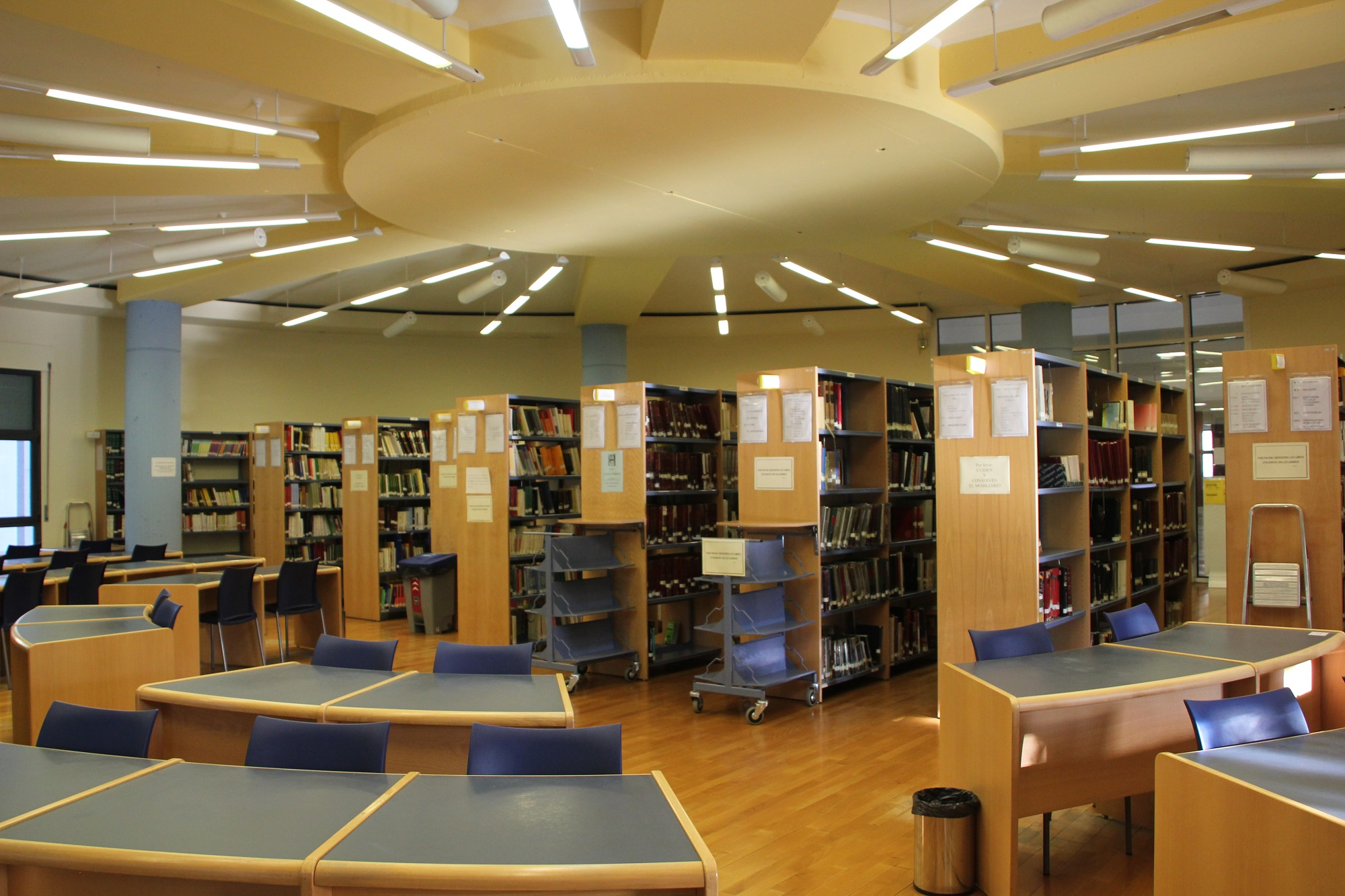
Biblioteca de la Facultad de Filosofía y Letras.

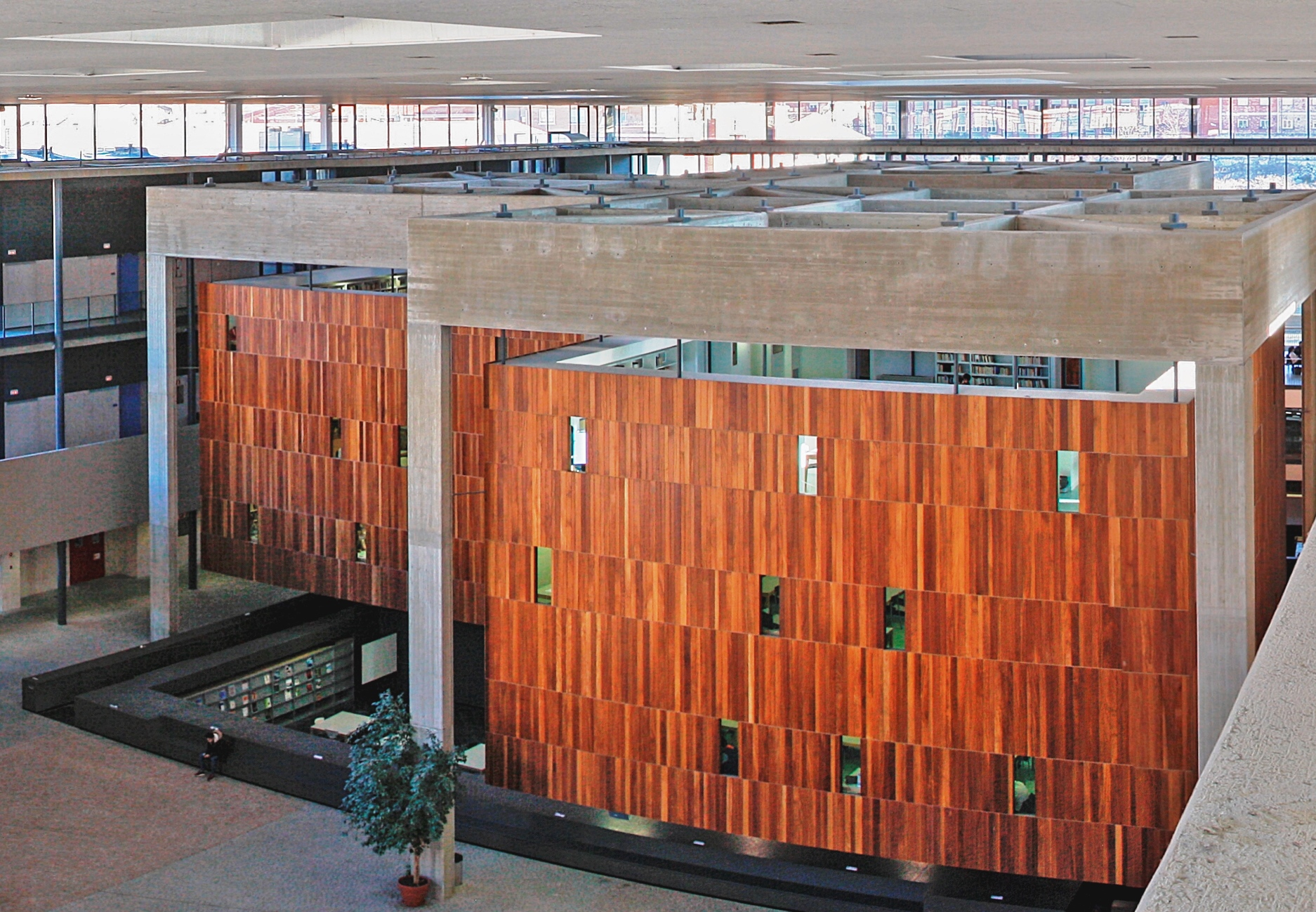
Biblioteca del Campus "María Zambrano" en Segovia. Universidad de Valladolid

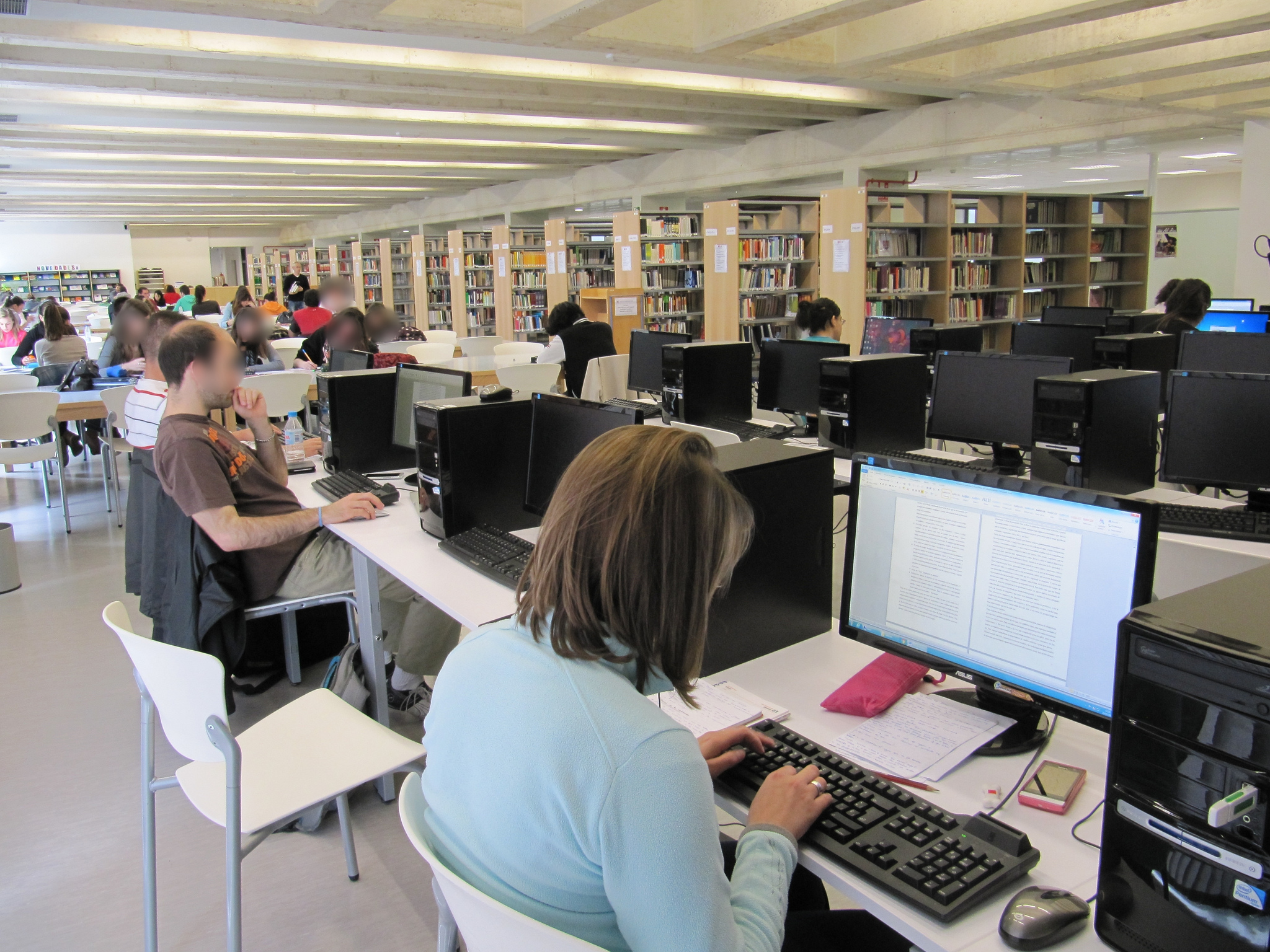
Biblioteca del Campus "Miguel Delibes"

Tiene 14 puntos de servicio, 3 están situados en las provincias de Palencia, Soria y Segovia, mientras que el resto se encuentran en Valladolid, a cuyo grupo pertenecen 8 bibliotecas especializadas de área o campus y 3 bibliotecas centrales.
- Biblioteca Histórica de Santa Cruz Archivado el 27 de septiembre de 2016 en Wayback Machine.

- Biblioteca Reina Sofía
- Biblioteca de Arquitectura Archivado el 27 de septiembre de 2016 en Wayback Machine.
- Biblioteca del Centro de Documentación Europea Archivado el 27 de septiembre de 2016 en Wayback Machine.
- Biblioteca de Ciencias de la Salud Archivado el 27 de septiembre de 2016 en Wayback Machine.
- Biblioteca de Comercio Archivado el 27 de septiembre de 2016 en Wayback Machine.
- Biblioteca de Derecho Archivado el 27 de septiembre de 2016 en Wayback Machine.
- Biblioteca de Económicas Archivado el 27 de septiembre de 2016 en Wayback Machine.
- Biblioteca de Filosofía y Letras Archivado el 27 de septiembre de 2016 en Wayback Machine.
- Biblioteca de Ingenierías Industriales Archivado el 27 de septiembre de 2016 en Wayback Machine.
- Biblioteca del Campus Miguel Delibes Archivado el 27 de septiembre de 2016 en Wayback Machine.
- Biblioteca del Campus de La Yutera (Palencia) Archivado el 27 de septiembre de 2016 en Wayback Machine.
- Biblioteca del Campus "Duques de Soria" (Soria) Archivado el 27 de septiembre de 2016 en Wayback Machine.
- Biblioteca del Campus "María Zambrano" (Segovia) Archivado el 27 de septiembre de 2016 en Wayback Machine.

Cada uno de los puntos de servicio anteriormente citados cuenta con un director, todo el servicio está dirigido por la Directora de la Biblioteca y coordinado por los Servicios Centrales.

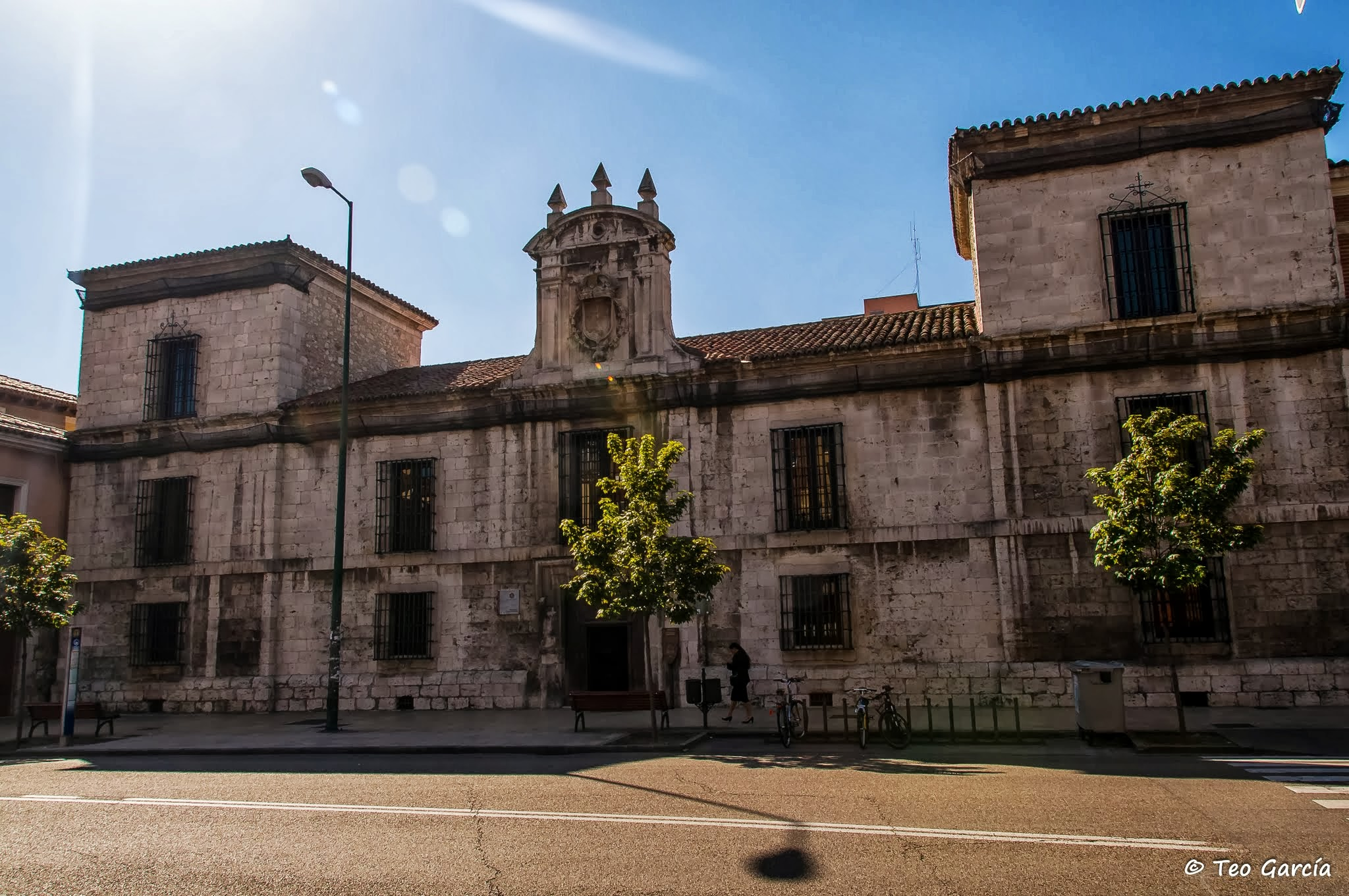
Biblioteca General "Reina Sofía"

## Fondos
La Biblioteca de la Universidad de Valladolid ofrece a sus usuarios un conjunto de recursos, tanto electrónicos como impresos, con objeto de apoyar las tareas de docencia, aprendizaje e investigación desarrolladas en la UVA.
Sus fondos están accesibles a través del Catálogo Almena, de Almena Plus y del Repositorio UvaDoc, incluyendo más de un millón de libros entre los que cabe destacar su valioso fondo antiguo de 45000 documentos, entre ellos numerosos incunables y manuscritos a partir del siglo X, más de 16000 títulos de publicaciones periódicas impresas, 21753 títulos de revistas electrónicas, 16087 libros electrónicos, 34 bases de datos y más de 40000 tesis, trabajos fin de grado y proyectos fin de carrera (datos de septiembre de 2016).

### Suscritos por la Universidad de Valladolid
1. Bases de datos
2. Revistas electrónicas
3. Libros electrónicos

### Catálogos para la identificación y localización de fondos de la BUVa
1. Almena: colección de la BUVa.
2. Almena Plus: acceso al catálogo de la BUVA y algo más.
3. UVaDoc: repositorio institucional que recoge las producción propia de la UVa. UVaDOC: Repositorio Documental de la Universidad de Valladolid
4. Catálogo colectivo REBIUN. Colecciones de las biblioteca universitarias españolas.
5. Catálogo Worldcat: acceso a nuestro catálogo hasta principios de 2015, acceso a catálogo BUCLE (Bibliotecas universitarias de Castilla y León) y a otras Bibliotecas internacionales.

### Otros recursos
1. Portal Dialnet: acceso a sumarios de revistas, y, en determinados casos, a los artículos a texto completo. También ofrece informaciones relativas a la producción científica de la UVA.
2. Catálogos de otras bibliotecas: Colecciones de otras bibliotecas
3. Mendeley, gestor de referencias bibliográficas
4. Bibliografía, asignaturas
5. Guías temáticas

## Servicios bibliotecarios
La Biblioteca de la UVa presta los siguientes servicios, enumerados en la Carta de Servicios de la BUVa:
1. Información y búsquedas generales y especializadas.
2. Espacios de estudio y trabajo.
3. Préstamo domiciliario, intercampus e interbibliotecario de fondos propios y ajenos.
4. Gestión de peticiones de compra de material bibliográfico.
5. Disponibilidad de la bibliografía recomendada para el desarrollo de la docencia.
6. Acceso a los recursos y servicios electrónicos de la Biblioteca facilitado por la existencia de Red inalámbrica (Wifi / EDUROAM) en todas las bibliotecas del sistema.
7. Edición y comunicación de productos informativos: Difusión Selectiva de la Información (DSI), Boletines Digitales, etc.
8. Preservación y conservación del fondo bibliográfico antiguo: restauración y digitalización.
9. Cursos de formación (en línea y presenciales)  sobre recursos bibliográficos y servicios.
10. Actividades de impacto en la sociedad.
11. Biblioteca 2.0: interacción con los usuarios, redes sociales, etc.
12. Visibilidad de la producción científica de la UVa: Repositorio Institucional, Rankings, etc.
13. BCI Archivado el 27 de septiembre de 2016 en Wayback Machine.: La Biblioteca con la Investigación.
14. Acceso desde fuera de la Universidad de Valladolid a los recursos suscritos, identificándose mediante el PIN de la Biblioteca.

## Responsabilidad social
El Grupo de Responsabilidad Social de la Biblioteca Universitaria de Valladolid se constituye en enero de 2014.
Su objetivo es fomentar acciones sociales, manifestando un compromiso con el medio ambiente, la discapacidad y la bibliocultura. También se tendrán en cuenta la seguridad en el trabajo y la riqueza de nuestra colección histórica. Todos estos aspectos se relacionan con el Criterio 8 del Modelo EFQM, Resultados en la Sociedad, pretendiendo llenar una carencia observada en el proceso autoevaluativo y seguir mejorando hacia la calidad y la excelencia.
El fin primordial del Grupo de Responsabilidad Social de la BUVa es la apertura a la sociedad y por ello se incluye en Vive la biblioteca su espacio RS: Responsabilidad Social, donde se encontrarán agrupados noticias y recursos de la Biblioteca Universitaria de Valladolid sobre esta temática.
La BUVa cuenta también con un blog especializado en responsabilidad social llamado BibliotecAbierta.

## Cooperación bibliotecaria
La biblioteca es miembro de:
- OCLC,
- Europe Direct,
- REBIUN, Red de Bibliotecas Universitarias Españolas
- Dialnet,
- Catálogo 17, Catálogo de Publicaciones Periódicas en Bibliotecas de Ciencias de la Salud Españolas
- ABBA, Asociación de Bibliotecarios y Bibliotecas de Arquitectura
- Documat, Red Bibliotecaria y Documental Matemática
- GEUIN, Grupo Español de Usuarios de INNOPAC
- REDINED, Red de Información Educativa
- BUCLE, Bibliotecas Universitarias de Castilla y León
- Grupo de Bibliotecas por la Excelencia.

Desde finales de 2015, cuenta con el Sello 400+ EFQM de Excelencia Europea.